# Edwin Sánchez Anzola
Edwin Albeiro Sánchez Anzola (Caparrapí, Cundinamarca, 20 de juliol de 1983) és un ciclista colombià. Professional des del 2016 actualment a l'equip Movistar Team América.

## Palmarès
- 2007
  - Vencedor d'una etapa al Tour de Guadalupe
- 2010
  - Vencedor d'una etapa al Tour de Guadalupe
- 2013
  - 1r a la Volta a la Independència Nacional
- 2014
  - 1r a la Volta a la Independència Nacional
- 2015
  - Vencedor d'una etapa a la Volta a Colòmbia
- 2018
  - Vencedor d'una etapa al Tour de Guadalupe